# واحة أوسكار
واحة أوسكار (بالإنجليزية: Oscar's Oasis)‏ مسلسل كوميدي من الرسوم المتحركة الفرنسية الكورية الجنوبية لأجهزة الكمبيوتر يتألف من 78 حلقة مدتها 7 دقائق. تم إنتاجه من قبل TeamTO و Tuba Entertainment ، بالاشتراك مع كيك إنترتينمنت ، و Synergy Media بمشاركة تي أف 1 ، في الإنتاج المشترك مع Canal + Family و تيل تون ونظام البث التربوي و BENEX و Carrimages 5 ، ودعم المركز الوطني للتصوير السينمائي و الصور المتحركة (CNC) ومنطقة رون ألب ومنطقة بواتو شارانت ووكالة المحتوى الإبداعي الكوري (KOCCA).

## وصلات خارجية
- واحة أوسكار على موقع IMDb (الإنجليزية)
- واحة أوسكار على موقع نتفليكس (الإنجليزية)
- واحة أوسكار على موقع فيلمافينيتي (الإسبانية)
- واحة أوسكار على موقع كينوبويسك (الروسية)
- واحة أوسكار على موقع قاعدة بيانات الفيلم (الإنجليزية)